# NGC 6101
NGC 6101 (也稱為科德韋爾107) 是位於天燕座的一個球狀星團。至少需要口徑20公分以上的望遠鏡才能分解出其中的恆星。